# Семь лет в Тибете (фильм)
«Семь лет в Тибе́те» (англ. Seven Years in Tibet) — американский биографический военный драматический фильм 1997 года режиссёра Жан-Жака Анно. Он основан на мемуарах австрийского альпиниста и офицера СС Генриха Харрера 1952 года «Семь лет в Тибете» о его жизни в Тибете, жизни тибетского общества и Далай-ламы XIV между 1939 и 1951 годами. В фильме сохранена только общая последовательность событий, многие подробности придуманы.

## Сюжет
Аннексированная нацистской Германией Австрия, 1939 год.  Альпинист Генрих Харрер (Брэд Питт) оставляет свою беременную жену, чтобы присоединиться к Петеру Ауфшнайтеру (Дэвид Тьюлис) в команде, пытающейся подняться на вершину Нанга Парбат в британской Индии (современная часть Пакистана). Когда в 1939 году начинается Вторая мировая война, власти арестовывают их как немецких граждан, и интернируют в лагерь для военнопленных в Дехрадуне в предгорьях Гималаев, в современном индийском штате Уттаракханд. За это время жена Харрера Ингрид (Ингеборга Дапкунайте) родила сына, которого он не видел.
В плену Генрих ведёт отсчёт времени по возрасту сына. Он очень скучает по жене, неожиданно понимая, что любит её. Однако жена присылает ему документы на развод и сообщает, что скажет сыну, что отец погиб в Гималаях.
В 1944 году Харрер и Ауфшнайтер сбегают из тюрьмы и перебираются в Тибет. Однако в Тибете, находящемуся в самоизоляции от внешнего мира, местные жители всячески отказываются помогать иностранцам. Несмотря на это, героям удается добраться до столицы Тибета Лхасы. Там они становятся гостями тибетского дипломата Кунго Царонга (Мако Ивамацу). Высокопоставленный тибетский чиновник Нгапо Нгавангом Джигме (Би-Ди Вонг) также поддержал двух иностранцев, подарив им сшитые на заказ костюмы в западном стиле. Ауфшнайтер влюбляется в портниху Пему Лхаки (Лхакпа Цамчо) и женится на ней. Харрер предпочитает оставаться холостым, чтобы сосредоточиться на своей новой работе по обследованию земли и не желая испытать ещё одни неудачные отношения. Через некоторое время обоим поручают работу: правительство Тибета решило использовать их инженерные знания в своих целях.
В 1945 году Харрер, узнав об окончании войны, планирует вернуться в Австрию. Однако он получает письмо от своего сына Рольфа, в котором он отвергает Харрера как своего отца, и это удерживает его от отъезда из Тибета. Вскоре после этого Харрера приглашают во дворец Потала, и он становится наставником ещё молодого 14-го Далай-ламы (Джамъянг Джамтцо Вангчук) по мировой географии, науке и западной культуре. Харрер и Далай-лама подружились.
Тем временем политические отношения с Китаем ухудшаются, поскольку генералы Мао строят планы вторжения в Тибет. Нгаванг Джигме возглавляет тибетскую армию в пограничном городе Чамдо, чтобы остановить наступающую Народно-освободительную армию. Однако в конечном итоге он сдаётся и взрывает тибетские запасы боеприпасов после односторонней битвы при Чамдо.
Во время подписания договора Кунго Царонг говорит Харреру, что, если бы Джигме не уничтожил запасы оружия, тибетские партизаны могли бы удерживать горные перевалы месяцами или даже годами – достаточно долго, чтобы обратиться за помощью к другим народам. Он также утверждает, что для тибетцев капитуляция подобна смертному приговору. Когда китайцы оккупируют Тибет, Харрер осуждает Нгавана Джигме за предательство своей страны, заявляя, что их дружбе пришёл конец. В гневе Харрер ещё больше унижает высокопоставленного чиновника, возвращая куртку, которую Нгаванг Джигме подарил ему в подарок, что является серьёзным оскорблением в тибетской культуре, а также бросив его на землю перед тем, как уйти прочь.
Харрер пытается убедить Далай-ламу бежать, но тот отказывается, не желая бросать свой народ. Далай-лама призывает Харрера вернуться в Австрию и стать отцом для своего сына. После церемонии интронизации, на которой Далай-лама официально возводится на престол как духовный и светский лидер Тибета, Харрер возвращается в Австрию в 1951 году.
Сын Харрера по имени Рольф сначала отказывается встречаться с отцом, но Харрер оставляет музыкальную шкатулку, которую дал ему Далай-лама, и это вызывает у мальчика интерес. Через годы Харрер и Рольф (уже подросток), наладив свои отношения, вместе восходят на одну из вершин, водрузив на ней флаг Тибета. Фильм заканчивается рассказом на экране о судьбе жителей Тибета под властью оккупантов из Китая.

## В ролях
- Брэд Питт — Генрих Харрер
- Дэвид Тьюлис — Петер Ауфшнайтер
- Би-Ди Вонг — Нгапо Нгаванг Джигме
- Мако — министр Цхаронг
- Дэнни Дензонгпа — Регент

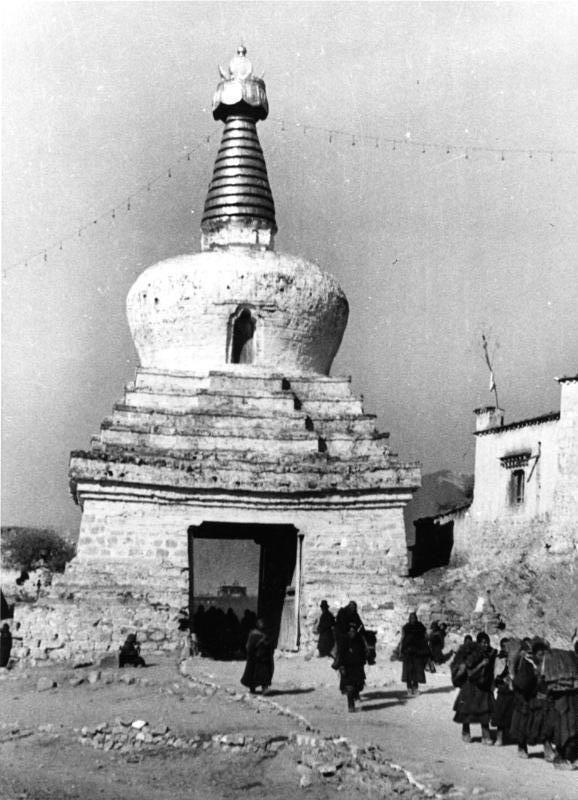
Монахи проезжают под Парго Калинг чортен или «Западными воротами» в Лхасе возле Потала во время фестиваля Монлам в 1938 году. Храм был разрушен в 1967 году, восстановлен в 1995 году (см. изображение на оригинальном постере фильма выше).

- Виктор Вонг — глава китайского посольства в Лхасе
- Ингеборга Дапкунайте — Ингрид Харрер
- Джамъянг Джамцо Вангчук — Далай-лама XIV (в возрасте 14 лет)
  - Сонам Вангчук[4] — Далай-лама XIV (в возрасте 8 лет)
- Лхакпа Цамчо[англ.] — Пема Лхаки

## Производство
После того, как правительство КНР оказали давление на индийское правительство, чтобы они пригрозили отключить электричество на съёмочной площадке и не позволить фильму открыть банковский счёт, производство переместилось из Ладакха в Аргентину. После выхода фильма в прокат режиссёр подтвердил, что две съёмочные группы тайно отсняли около 20 минут материала для фильма в Тибете. Остальные кадры были сняты в Непале, Австрии и в Канаде.

## Релиз
Премьера фильма состоялась 13 сентября 1997 года на Международном кинофестивале в Торонто в 1997 году, а коммерческий релиз состоялся 8 октября 1997 года в США и Канаде, где он открылся в трёх кинотеатрах, собрав 46 130 долларов за первые два дня. За выходные фильм был показан ещё в 2100 кинотеатрах и собрал 10 020 378 долларов. После показа фильм собрал 37 957 682 доллара внутри страны и 93 500 000 долларов за рубежом, а общие кассовые сборы составили 131 457 682 доллара.

### Приём
На основе 36 рецензий, собранных Rotten Tomatoes, фильм получил рейтинг одобрения 58% со средней оценкой 6,2 из 10. Согласно единодушному мнению сайта: «Семь лет в Тибете рассказывает свою увлекательную историю из реальной жизни с определённой флегматичной грацией, даже если она никогда не воплощается в жизнь так, как могла бы». Metacritic, присваивающий нормализованный рейтинг в 0. Диапазон –100 основан на отзывах ведущих основных критиков, средний балл составляет 55 на основе 18 обзоров, что указывает на «смешанные или средние отзывы». Аудитория, опрошенная CinemaScore, поставила фильму среднюю оценку «А-» по шкале от A+ до F.
Роджер Эберт из Chicago Sun-Times в целом высоко оценил фильм, заявив, что «Семь лет в Тибете — амбициозный и красивый фильм, способный заинтересовать терпеливого зрителя, но он допускает распространенную ошибку многих фильмов о путешественниках и исследователях: это больше озабочены своими приключениями, чем тем, что они обнаруживают». Дерек Элли из Variety высоко оценил общую производственную ценность фильма, но подумал: «Для истории со всем потенциалом всеобъемлющей эмоциональной драмы, действие которой происходит в прекрасных местах, слишком часто вы просто жаждете, чтобы картина вырвалась из этнографии, исправила отношение и пошла дальше с драмой в стиле старого Голливуда».

### Реакция на территории КНР
Когда фильм вышел в мировой прокат, сразу был осуждён правительством Китайской Народной Республики, которое заявляли, что китайские офицеры-коммунисты намеренно изображены грубыми, высокомерными и жестоко обращающимися с местным населением. Правительство КНР также раскритиковало положительное изображение Далай-ламы 14-го в фильме. Всем будущим фильмам, произведёнными команией Sony и её дочерним студиям, был запрещён показ на территории КНР, что стало пугающим сигналом о том, что партия накажет студии и их материнские компании, которые снимали фильмы, которые с их стороны не одобрительные, даже если выпуск на территории КНР никогда не планировался. Анно, Питту и Тьюлису изначально запретили въезд на территорию КНР. Однако с тех пор Анно снова пригласили в КНР в 2012 году, чтобы возглавить жюри 15-го ежегодного Шанхайского международного кинофестиваля. Кроме того, Питт впоследствии посетил Китай в 2014 и 2016 годах.
команания Sony также приняла меры за пределами фильма, чтобы попытаться успокоить правительство КНР, например, пригласив китайских кинематографистов на свою площадку, чтобы повысить их известность, лоббировать вступление КНР во Всемирную торговую организацию и отправиться в тур с извинениями вместе с руководителями вокруг КНР, чтобы иметь возможность возобновить бизнес в КНР к 1998 году.

## Факты
- После захвата Лхасы китайцами Харрер пожелал Нгапо Нгавангу Джигме жить очень долго, чтобы всю жизнь мучиться от позора предательства, тот на самом деле прожил 99 лет.
- Из-за роли в фильме «Семь лет в Тибете» Брэду Питту, Дэвиду Тьюлису и Жан-Жаку Анно запрещён въезд в на территорию КНР.[20]
- В роли матери Далай-ламы в фильме сыграла настоящая сестра Далай-ламы — Джецун Пема[англ.], следовательно, в фильме она сыграла свою собственную мать.